# Alexandrinischer Texttyp
Der alexandrinische Texttyp ist einer von mehreren Texttypen des griechischen Neuen Testaments, zwischen denen die Textkritik des Neuen Testaments unterscheidet. In älterer Literatur wird dieser Texttyp auch als neutraler oder ägyptischer Texttyp bezeichnet. Der alexandrinische Texttyp ist unter den ältesten erhaltenen Textzeugen der vorherrschende und bietet in den meisten Fällen den kürzesten und nach textkritischer Auffassung den besten Text.
In späteren Handschriften, ab dem 9. Jahrhundert, wurde der byzantinische Texttyp weitaus häufiger, weshalb er auch als Mehrheitstext bezeichnet wird. Er blieb in der Griechisch-orthodoxen Kirche der Standardtext und liegt auch dem Textus receptus und damit den meisten protestantischen Übersetzungen von der Reformationszeit bis ins 19. Jahrhundert zugrunde. Die meisten Anhänger des Textus receptus sehen diese Textform als die von Gott inspirierte Textform an. Weitere Textformen sind der Westliche Texttyp und der Cäsareanische Texttyp, dazu kommen die sogenannten Western non-interpolations.
Die meisten modernen Übersetzungen des Neuen Testaments beruhen jedoch auf einem von der textkritischen Wissenschaft erarbeiteten eklektischen griechischen Text, der dem alexandrinischen Texttyp am nächsten steht. Dieser Text liegt den modernen Ausgaben des Novum Testamentum Graece, auch „Nestle-Aland“ genannt, zugrunde. Bei dieser Textform wird versucht, anhand objektiver Kriterien zu entscheiden, welche jeweilige Textform die ursprüngliche ist. Dieser Texttypus erhebt den wissenschaftlichen Anspruch, dem Urtext am nächsten zu kommen.

## Handschriften des alexandrinischen Texttyps

### Die wichtigsten Handschriften
Der Codex Sinaiticus und der Codex Vaticanus aus dem 4. Jahrhundert sind die bedeutendsten Handschriften des alexandrinischen Texttyps.
| Bezeichnung                       | Name                      | Datierung              | Inhalt                                |
| {\displaystyle {\mathfrak {P}}}46 | Chester Beatty II         | um 200                 | Paulusbriefe                          |
| {\displaystyle {\mathfrak {P}}}66 | Bodmer II                 | um 200                 | Evangelien                            |
| {\displaystyle {\mathfrak {P}}}72 | Bodmer VII/VIII           | 3. oder 4. Jahrhundert | 1./2. Petr, Jud                       |
| {\displaystyle {\mathfrak {P}}}75 | Bodmer XIV–XV             | 3. Jahrhundert         | Fragmente von Lk und Joh              |
| ﬡ                                 | Codex Sinaiticus          | zwischen 330 und 360   | NT                                    |
| B                                 | Codex Vaticanus           | zwischen 325 und 350   | Mt – Hebr 9,14                        |
| A                                 | Codex Alexandrinus        | 5. Jahrhundert         | NT (Evangelien sind byz. Typ)         |
| C                                 | Codex Ephraemi Rescriptus | 5. Jahrhundert         | NT ohne Evangelien                    |
| Q                                 | Codex Guelferbytanus B    | 5. Jahrhundert         | Fragmente von Lk und Joh              |
| T                                 | Codex Borgianus           | 5. Jahrhundert         | Fragmente von Lk und Joh              |
| I                                 | Codex Freerianus          | 5. Jahrhundert         | Paulusbriefe                          |
| Z                                 | Codex Dublinensis         | 6. Jahrhundert         | Fragmente von Mt                      |
| L                                 | Codex Regius              | 8. Jahrhundert         | Evangelien                            |
| W                                 | Codex Washingtonianus     | 5. Jahrhundert         | Lk 1,1–8,12; Joh 5,12–21,25           |
| 057                               | 057                       | 4. oder 5. Jahrhundert | Apg 3,5–6; 10–12                      |
| 0220                              | 0220                      | 6. Jahrhundert         | NT außer Offb                         |
| 33                                | Minuskel 33               | 9. Jahrhundert         | NT außer Offb                         |
| 81                                | Minuskel 81               | 1044                   | Apg, Paulusbriefe, Katholische Briefe |
| 892                               | Minuskel 892              | 9. Jahrhundert         | Evangelien                            |

### Weitere Handschriften
Papyri:
{\displaystyle {\mathfrak {P}}}1, {\displaystyle {\mathfrak {P}}}4, {\displaystyle {\mathfrak {P}}}5, {\displaystyle {\mathfrak {P}}}6, {\displaystyle {\mathfrak {P}}}8, {\displaystyle {\mathfrak {P}}}9, {\displaystyle {\mathfrak {P}}}10, {\displaystyle {\mathfrak {P}}}11, {\displaystyle {\mathfrak {P}}}12, {\displaystyle {\mathfrak {P}}}13, {\displaystyle {\mathfrak {P}}}14, {\displaystyle {\mathfrak {P}}}15, {\displaystyle {\mathfrak {P}}}16, {\displaystyle {\mathfrak {P}}}17, {\displaystyle {\mathfrak {P}}}18, {\displaystyle {\mathfrak {P}}}19, {\displaystyle {\mathfrak {P}}}20, {\displaystyle {\mathfrak {P}}}22, {\displaystyle {\mathfrak {P}}}23, {\displaystyle {\mathfrak {P}}}24, {\displaystyle {\mathfrak {P}}}26, {\displaystyle {\mathfrak {P}}}27, {\displaystyle {\mathfrak {P}}}28, {\displaystyle {\mathfrak {P}}}29, {\displaystyle {\mathfrak {P}}}30, {\displaystyle {\mathfrak {P}}}31, {\displaystyle {\mathfrak {P}}}32, {\displaystyle {\mathfrak {P}}}33, {\displaystyle {\mathfrak {P}}}34, {\displaystyle {\mathfrak {P}}}35, {\displaystyle {\mathfrak {P}}}37, {\displaystyle {\mathfrak {P}}}39, {\displaystyle {\mathfrak {P}}}40, {\displaystyle {\mathfrak {P}}}43, {\displaystyle {\mathfrak {P}}}44, {\displaystyle {\mathfrak {P}}}45, {\displaystyle {\mathfrak {P}}}47, {\displaystyle {\mathfrak {P}}}49, {\displaystyle {\mathfrak {P}}}51, {\displaystyle {\mathfrak {P}}}53, {\displaystyle {\mathfrak {P}}}55, {\displaystyle {\mathfrak {P}}}56, {\displaystyle {\mathfrak {P}}}57, {\displaystyle {\mathfrak {P}}}61, {\displaystyle {\mathfrak {P}}}62, {\displaystyle {\mathfrak {P}}}64, {\displaystyle {\mathfrak {P}}}65, {\displaystyle {\mathfrak {P}}}70, {\displaystyle {\mathfrak {P}}}71, {\displaystyle {\mathfrak {P}}}72, {\displaystyle {\mathfrak {P}}}74, {\displaystyle {\mathfrak {P}}}77, {\displaystyle {\mathfrak {P}}}78, {\displaystyle {\mathfrak {P}}}79, {\displaystyle {\mathfrak {P}}}80 (?), {\displaystyle {\mathfrak {P}}}81, {\displaystyle {\mathfrak {P}}}82, {\displaystyle {\mathfrak {P}}}85 (?), {\displaystyle {\mathfrak {P}}}86, {\displaystyle {\mathfrak {P}}}87, {\displaystyle {\mathfrak {P}}}90, {\displaystyle {\mathfrak {P}}}91, {\displaystyle {\mathfrak {P}}}92, {\displaystyle {\mathfrak {P}}}95, {\displaystyle {\mathfrak {P}}}100, {\displaystyle {\mathfrak {P}}}104, {\displaystyle {\mathfrak {P}}}106, {\displaystyle {\mathfrak {P}}}107, {\displaystyle {\mathfrak {P}}}108, {\displaystyle {\mathfrak {P}}}110, {\displaystyle {\mathfrak {P}}}111, {\displaystyle {\mathfrak {P}}}115, {\displaystyle {\mathfrak {P}}}122.
Unzialhandschriften:
Codex Coislinianus, Porphyrianus (außer Apg, Off.), Dublinensis, Sangallensis (nur in Markus), Zakynthius, Athous Lavrensis (in Markus und Kath.), Vaticanus 2061, 059, 071, 073, 076, 077, 081, 083, 085, 087, 088, 089, 091, 093 (außer Apg), 094, 096, 098, 0101, 0102, 0108, 0111, 0114, 0129, 0142, 0155, 0156, 0162, 0167, 0172, 0173, 0175, 0181, 0183, 0184, 0185, 0201, 0204, 0205, 0207, 0223, 0225, 0232, 0234, 0240, 0243, 0244, 0245, 0247, 0254, 0270, 0271, 0274.
Minuskelhandschriften: 20, 94, 104, 157, 164, 215, 241, 254, 322, 323, 326, 376, 383, 579, 614, 718, 850, 1006, 1175, 1241, 1611, 1739, 1841, 1852, 1908, 2040, 2053, 2062, 2298, 2344 (Kath., Off.), 2351, 2464.